# Remo Gaspari

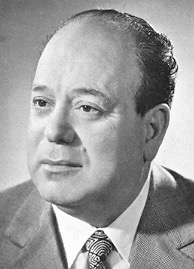
Remo Gaspari

Remo Gaspari (* 10. Juli 1921 in Gissi, Provinz Chieti, Abruzzen; † 19. Juli 2011) war ein italienischer Politiker der Democrazia Cristiana (DC), der mehr als vierzig Jahre lang Mitglied der Abgeordnetenkammer (Camera dei deputati) sowie unter anderem Gesundheits- und Verteidigungsminister war.

## Leben

### Abgeordneter und Unterstaatssekretär
Gaspari absolvierte nach dem Schulbesuch ein Studium der Rechtswissenschaften und war danach als Rechtsanwalt tätig.
Am 25. Juni 1953 erfolgte seine Wahl zum Mitglied der Abgeordnetenkammer (Camera dei deputati), in der er von der zweiten bis zum Ende der elften Legislaturperiode am 14. April 1994 mehr als vierzig Jahre lang die Interessen der DC vertrat. Während seiner langjährigen Parlamentszugehörigkeit war er Mitglied zahlreicher Ausschüsse sowie mehrerer Sonderausschüsse und Ad-hoc-Gremien. Er fungierte unter anderem zwischen Juli 1958 und Juni 1960 als Sekretär des Ausschusses für Angelegenheiten des Ministerpräsidenten, Inneres, Kultur und Öffentlichkeitsarbeit (Commissione Affari della Presidenza del Consiglio, Affari Interni e di Culto, Enti Pubblici).
Ministerpräsident Fernando Tambroni berief ihn am 2. April 1960 als Unterstaatssekretär im Ministerium für Post und Telekommunikation erstmals in ein Regierungsamt, das er im Kabinett Tambroni bis zum 26. Juli 1960 bekleidete. Das Amt des Unterstaatssekretärs im Ministerium für Post und Telekommunikation übernahm Gaspari auch im ersten Kabinett von Ministerpräsident Giovanni Leone vom 22. Juni bis zum 4. Dezember 1963 sowie im zweiten Kabinett von Ministerpräsident Aldo Moro vom 25. Juli 1964 bis zum 23. Februar 1966.

### Minister

#### Fünfte und sechste Legislaturperiode
Gaspari wurde am 5. August 1969 von Ministerpräsident Mariano Rumor in dessen zweite Regierung als Minister für Verkehr und Zivilluftfahrt (Ministro dei Trasporti e dell’Aviazione civile) erstmals in ein Ministeramt berufen und übte dieses bis zum 27. März 1970 aus.
Einige Monate später ernannte ihn Ministerpräsident Emilio Colombo am 6. August 1970 zum Minister ohne Geschäftsbereich (Ministro senza Portafoglio) in seinem Kabinett. Als solcher war er bis zum 17. Februar 1972 mit der Reform des öffentlichen Dienstes beauftragt.
In der zweiten Regierung von Ministerpräsident Giulio Andreotti fungierte Gaspari zwischen dem 30. Juni 1972 und dem 7. Juli 1973 als Gesundheitsminister (Ministro della Sanità).

#### Achte, neunte und zehnte Legislaturperiode
Nachdem er mehrere Jahre kein Regierungsamt bekleidet hatte, wurde Gaspari am 28. Juni 1981 von Ministerpräsident Giovanni Spadolini zum Minister für Post und Telekommunikation (Ministro delle Poste e Telecomunicazioni) in dessen erstes Kabinett berufen. Dieses Ministeramt übte er auch in der zweiten Regierung Spadolinis sowie fünften Regierung von Ministerpräsident Amintore Fanfani bis zum 4. August 1983 aus.
In der daraufhin am 4. August 1983 gebildeten ersten Regierung von Ministerpräsident Bettino Craxi wurde er wieder Minister ohne Geschäftsbereich und war als solcher bis zum 1. August 1986 für den öffentlichen Dienst zuständig.
Im sechsten Kabinett von Ministerpräsident Fanfani fungierte Gaspari zwischen dem 17. April und dem 28. Juli 1987 als Verteidigungsminister (Ministro della Difesa).
Zuletzt bekleidete Gaspari vom 13. April 1991 bis zum 28. Juni 1992 in der siebten Regierung Ministerpräsident Andreottis erneut das Amt als Minister ohne Geschäftsbereich und war abermals für den öffentlichen Dienst zuständig.